# Radduscher Kaupen
Radduscher Kaupen, niedersorbisch Radušańske Kupy, ist ein zum Ortsteil Raddusch gehörender Wohnplatz der Stadt Vetschau/Spreewald im Landkreis Oberspreewald-Lausitz in Brandenburg. Die Streusiedlung im Biosphärenreservat Spreewald zählt zum amtlichen Siedlungsgebiet der Sorben/Wenden.

## Lage
Radduscher Kaupen liegt in der Niederlausitz und im Spreewald, rund sechs Kilometer Luftlinie nordnordwestlich von Vetschau, acht Kilometer südöstlich von Lübbenau und 20 Kilometer nordwestlich der Stadt Cottbus. Umliegende Ortschaften sind Burg-Kolonie im Nordosten und Osten, Stradow Ausbau im Südosten, Raddusch im Südwesten, Radduscher Buschmühle im Westen und Dubkowmühle im Nordwesten. Radduscher Kaupen liegt an der Mündung des Vetschauer Mühlenfließes in den Südumfluter und an der Kamske, nördlich liegt der Kossateich.

## Geschichte
Die Siedlung Radduscher Kaupen entstand um 1850. Die Bezeichnung „Kaupen“ geht auf das niedersorbische Wort kupa für Insel zurück und bezeichnet im Spreewald durch Talsandaufschüttungen entstandene kleine Inseln. Durch die Besiedlung der Kaupen entstanden die für den Inneren Oberspreewald typischen Streusiedlungen. In Radduscher Kaupen befindet sich heute das älteste erhaltene Wohngebäude des Ortsteils Raddusch. Radduscher Kaupen gehörte nach der Ortsgründung zunächst zum Landkreis Calau im Regierungsbezirk Frankfurt der preußischen Provinz Brandenburg.
Bis in die 1930er-Jahre waren die Radduscher Kaupen nur per Kahn erreichbar, dann wurde eine Straße gebaut, die die Häuser untereinander und mit Raddusch verband. Nach dem Ende des Zweiten Weltkrieges wurde die Siedlung Teil der Sowjetischen Besatzungszone und ab 1949 der DDR. Am 1. Juli 1950 wechselte die Gemeinde Raddusch aus dem Landkreis Calau in den Landkreis Lübben (Spreewald). Nach dessen Auflösung zur Kreisreform im Juli 1952 wurde die Gemeinde Raddusch mit den Ortsteilen Kaupen und Buschmühle dem Kreis Calau im Bezirk Cottbus zugeordnet.
In den 1970er-Jahren wurde der nördlich der Radduscher Kaupen gelegene Kossateich als Kompensationsmaßnahme für die durch die umliegenden Braunkohletagebaue abgebaggerten Fischteiche bei Casel und Schönfeld neu angelegt. Nach der Wiedervereinigung gehörten die Radduscher Kaupen zunächst zum Landkreis Calau in Brandenburg, der bei der Kreisreform am 6. Dezember 1993 im neuen Landkreis Oberspreewald-Lausitz aufging. Die Gemeinde Raddusch wurde am 26. Oktober 2003 nach Vetschau/Spreewald eingemeindet.